# Hålbergets naturreservat
Hålbergets naturreservat är ett naturreservat i Sundsvalls kommun i Västernorrlands län.
Området är naturskyddat sedan 2020 och är 36 hektar stort. Reservatet ligger nordost om Timrå utmed Indalsälvens norra strand. Reservatet består av Hålberget med en brant sydsluttning ned mot älven där det växer barrskog och lövträd